# José Pellicer
 (juillet 2025).
Si vous disposez d'ouvrages ou d'articles de référence ou si vous connaissez des sites web de qualité traitant du thème abordé ici, merci de compléter l'article en donnant les références utiles à sa vérifiabilité et en les liant à la section « Notes et références ».
Pour les articles homonymes, voir Pellicer.
José Pellicer Gandía, né le 27 avril 1912 à El Grau (Valence, Espagne) et fusillé par le régime franquiste le 8 juin 1942, est un anarchiste et anarcho-syndicaliste espagnol principalement connu pour être le fondateur de la Colonne de fer des milices confédérales durant la guerre d'Espagne en 1936. On le surnomme parfois le « Durruti valencien ».

## Biographie
José Pellicer naît dans une famille aisée. Son sens aigu de la justice se manifeste dès son plus jeune âge, ce qui l'amène à renoncer à une vie bourgeoise. Grand lecteur et doté d'une vaste culture, José Pellicer était également végétarien et naturiste.
Il adhère à l'âge de 18 ans aux organisations anarchistes de la Confédération nationale du travail et de la Fédération anarchiste ibérique. Partisan de l’insurrection prolétaire, il défend par l’acte et la parole une conception révolutionnaire de la lutte des classes différente du syndicalisme : le Mouvement Ouvrier Anarchiste, dont le but est le communisme libertaire.
Lorsque survient le soulèvement militaire fasciste du 17 juillet 1936, le groupe Nosotros (dont José Pellicer fait partie avec Segarra, Cortés, Rodilla et Berga) est l'élément moteur de la Colonne de Fer (Columna de Hierro) aux côtés d'autres anarchistes tels que Rafael Martí (dit "Pancho Villa"), Francisco Mares, Diego Navarro ou Pedro Pellicer, le frère de José.
La Colonne de fer devient vite le symbole de ceux qui voulaient mener la révolution jusqu'à ses dernières conséquences, tant au front qu'à l'arrière. José Pellicer fut l'un des principaux opposants à la bureaucratisation des organisations anarchistes CNT et FAI qui avaient décidé de collaborer avec le gouvernement républicain. Pellicer s'opposa également à la militarisation des milices car cela portait atteinte à leur contenu anarchiste et révolutionnaire.
L'éloignement progressif de la part de la CNT et de la FAI des idéaux anarchistes au nom des nécessités de la guerre amène José Pellicer à entrer dans un conflit ouvert avec ces organisations. À travers la revue Nosotros et les éditions du même nom, Pellicer tenta à contre-courant de renforcer les idées anarchistes, mais son incarcération dans les geôles du SIM (le Servicio de Información Militar, les services secrets républicains, sorte[Interprétation personnelle ?] de Guépéou espagnole contrôlée par les communistes) mit un terme à son action.
Lorsque la défaite du camp républicain fut proche, José Pellicer refusa de quitter le territoire espagnol. Il fut capturé, jugé et condamné à mort par le régime franquiste. Il fut exécuté avec son frère Pedro le 8 juin 1942 après avoir enduré de dures conditions de détention.
José Pellicer est l'exemple d'un anarchisme intransigeant du point de vue des principes, allié à une profonde éthique révolutionnaire refusant toute violence vengeresse et gratuite.

## Colonne de fer
La Colonne de fer collabora avec les paysans des villages où elle était présente en leur montrant comment être libres. Les premières expériences de communisme libertaire eurent lieu à la chaleur des combats contre les troupes fascistes (front de Teruel). Plus qu'aucune autre, y compris la Colonne Durruti, la Colonne de fer fonctionna à la fois comme milice de guerre et comme organisation révolutionnaire : elle leva les actes de ses assemblées, publia un quotidien (Línea de Fuego), rédigea des manifestes et diffusa des communiqués, tout cela dans le but d'expliquer ses actions à l'arrière-garde et justifier ses décisions devant les travailleurs et les paysans. Une telle organisation prêche par l'exemple et laisse des preuves. C'est une caractéristique de la Colonne de fer que l'historien Burnett Bolloten nota dans ses livres sur la Révolution espagnole.